# 꽃잠프로젝트
꽃잠프로젝트(GGot Jam Project)는 대한민국의 2인조 혼성 듀오이다.

## 음반 목록
정규
- 2015: 《Look Inside》

EP
- 2014: 《Smile, Bump》

OST
- 2014: 우리가 사랑할 수 있을까 OST - Part 3
- 2014: 유나의 거리 OST Part.4 - 긴 밤이 지나면
- 2015: ONE Sunny Day - LINE 드라마 좋은날 OST
- 2016: 또! 오해영 OST Part. 8 - 흩어져
- 2017: 도깨비 OST Part.12 - Heaven (with.로이킴)
- 2017: 내성적인 보스 OST Part. 5 - 너때문에